# Церковные взыскания
Церковные взыскания — в христианских церквях, мера пресечения грехов и нарушения церковных установлений, среди членов Церкви.

## Цитаты из Библии
"Если же кто не послушает слова нашего в сём послании, того имейте на замечании и не сообщайтесь с ним, чтобы устыдить его. Но не считайте его за врага, а вразумляйте, как брата".(2Фес.3:14-15)

Есть верный слух, что у вас [появилось] блудодеяние, и притом такое блудодеяние, какого не слышно даже у язычников, что некто [вместо] [жены] имеет жену отца своего. И вы возгордились, вместо того, чтобы лучше плакать, дабы изъят был из среды вас сделавший такое дело. А я, отсутствуя телом, но присутствуя [у вас] духом, уже решил, как бы находясь у вас: сделавшего такое дело, в собрании вашем во имя Господа нашего Иисуса Христа, обще с моим духом, силою Господа нашего Иисуса Христа, предать сатане во измождение плоти, чтобы дух был спасён в день Господа нашего Иисуса Христа.
— 1Кор. 51-5

## В православии
Нравственно-исправительной мерой в православии обладает епитимья - исполнение исповедовавшимся христианином, по назначению духовника, тех или иных дел благочестия. Епитимия не считается удовлетворением Бога за грехи, то можно её не налагать на кающегося, который чистосердечно раскаивается и обещает не повторять грехи. Православное каноническое право определяет епитимью не как наказание или карательную меру за совершенные грехи, но как «врачевание духовное». При этом важно учитывать, что епитимья не составляет безусловной необходимости при совершении исповеди. Степень и продолжительность епитимьи обусловлена тяжестью греховных преступлений, но зависит от усмотрения духовника. Суровые епитимьи, предусмотренные древними канонами (долговременное отлучение от причастия, даже предписание молиться не в храме, а на паперти и др.), в настоящее время не употребляются. Над исполнившим епитимью читается особая «Молитва над разрешаемым от запрещения», через которую он полностью восстанавливается в своих «церковных правах». В дореволюционной России существовала, кроме того, епитимья, налагаемая гражданским судом на основании уголовных законов за вероотступничество, святотатство, ложную присягу и некоторые тяжкие моральные преступления. В отличие от епитимьи, предписанной духовником, она имела определенное значение наказания. Способы её исполнения и контроль осуществлялись епархиальными властями, получавшими решение суда.

## В католичестве
В латинском обряде Католической церкви епитимия, как мера церковного взыскания, назначается священником кающемуся во время каждой исповеди. За исключением особых случаев епитимия заключается в прочтении определённого количества молитв.

## В протестантизме

### У евангельских христиан
На основании Библии таковыми являются (в порядке нарастания):
- увещание (увещевание)
- замечание (2Фес. 3:14)
- наложение епитимии
- извержение из священного сана
- отлучение (1Кор. 16:22)
- предание сатане во измождение плоти (1Кор. 5:1-5)

Меры взыскания зависят от тяжести совершённого проступка, мнения служителей Церкви и мнения большинства членов общины (последнее — в евангельском христианстве).
У консервативных евангельских христиан, членство в поместной церкви является вполне конкретным, подразумевающим что таковой прихожанин регулярно участвует в большинстве мероприятий церкви (богослужения, семинары, конференции, евангелизационные миссии и т.п.), а также в т.н. "членских собраниях".
Вопрос о Церковных взысканиях у евангельских христиан касается исключительно членов поместной Церкви (то есть принявших Крещение или мирно перешедших из других общин по различным обстоятельствам и ставших членами поместной Церкви), совершивших греховный поступок.
В каждом конкретном случае вопрос о мере церковного взыскания в общине решается совместно, общим членским собранием (или братским советом). Мера взыскания зависит от тяжести проступка и собственного отношения к нему совершившего (если человек искренне расскаивается в содеянном, в некоторых случаях возможно прощение без постановки на взыскание). После принятия решения всегда совершается молитва.
В баптистиских и пятидесятнических Церквях принимается следующие формы церковных взысканий для членов Церкви, находящихся в грехе и нарушивших установления Церкви (примерная таблица):
| Вид взыскания                                                  | Возможные причины | В чём выражается |
| увещание, обличение, запрещение                                | - любое поведение, не приемлемое для христианина (не подобающий внешний вид, грубость, раздражительность, обида, и т. п., см. благочестие)                                                                                 | - частная беседа со служителем Церкви (или с братским советом) - остаётся членом церкви |
| замечание                                                      | - нерегулярное посещение богослужений (несколько месяцев) без уважительных причин - периодические конфликты со служителями, непослушание - нарушение государственных законов (кроме тех, которые не противоречат Библии)   | - остаётся членом церкви, однако его не приветствуют (не здороваются) - не преподаётся причастие - не может участвовать в Церковном браке - не может принимать участие в церковных служениях (проповедь, хор, воскресная школа и т. п.) - после раскаяния и прошествии, определённого при постановке, срока, полностью восстанавливается в правах |
| отлучение                                                      | - блуд - пьянство - употребление наркотиков - брак с неверующим - самостоятельное заявление об уходе - длительное отсутствие на богослужениях и совместных молитвах (обычно более года) без уважительных причин            | - перестаёт быть членом Церкви с потерей всех прав - даже после раскаяния и восстановления, не может впоследствии стать служителем, в остальном, в случае искреннего раскаяния, права могут быть восстановлены (по решению членского собрания) |
| предание сатане во измождение плоти (совершается крайне редко) | - отречение от веры в Иисуса Христа, как Господа и Бога - осознанное впадение в заблуждение - гонения и нападки на Церковь, со стороны бывшего члена Церкви - извращённые сексуальные грехи (инцест, скотоложство и т. п.) | - Церковь в молитве предаёт тело человека во власть сатане (Церковь просит Бога, снять с человека всякую божественную защиту, после чего человек остаётся в руках дьявола) с целью вразумления, через осознание собственного положения и раскаяние(НЗ, 1Кор,5:1-5)                                                                                |

Либеральные и консервативные евангельские христиане понимают важность применения церковных взысканий по-разному.